# Traveller (häst)
Traveller, född 1857 nära Blue Sulphur Springs, Greenbrier County, Virginia (nu West Virginia), död 1871, var en amerikansk hingst av rasen american saddlebred, känd för att ha tillhört sydstatsgeneralen Robert E. Lee. Han hade egenskaper som snabbhet, styrka och mod i strid.

## Bakgrund
Traveller var en gråskimmelhingst av rasen amerikansk saddlebred efter Grey Eagle och under Flora (efter Blue Jeans). Han hette ursprungligen Jeff Davis. Han ägdes och sköttes inledningsvis av James W. Johnston. Traveller tränades av Frank Winfield Page.
Traveller tävlade inledningsvis på olika delstatsmässor, och tilldelades första pris på mässorna i Lewisburg, Virginia 1859 och 1860. Våren 1861, ett år innan han förvärvades av sydstatsgeneralen, Robert E. Lee fick kapten Joseph M. Broun i uppdrag att "köpa en bra brukshäst från Greenbrier County för bruk under det amerikanska inbördeskriget." Broun köpte hästen för 175 dollar från Andrew Johnstons son, kapten James W. Johnston, och gav honom namnet Greenbrier.
Lee förvärvade honom i februari 1862 efter att han flyttas till South Carolina, döpte om hästen till "Traveller", och red honom i många strider. Traveller överlevde Lee med bara några månader, och var tvungen att avlivas när han fick obehandlad stelkramp.